# Duńscy posłowie do Parlamentu Europejskiego 1999–2004
Duńscy posłowie V kadencji do Parlamentu Europejskiego zostali wybrani w wyborach przeprowadzonych 10 czerwca 1999.

## Lista posłów
Wybrani z listy Venstre (ELDR)
- Ole Andreasen
- Niels Busk
- Anne E. Jensen
- Karin Riis-Jørgensen
- Ole Sørensen, poseł do PE od 27 listopada 2001

Wybrani z listy Socialdemokraterne (PES)
- Freddy Blak (EUL/NGL)
- Torben Lund
- Helle Thorning-Schmidt

Wybrani z listy Ruchu Czerwcowego (EDD)
- Bent Andersen, poseł do PE od 1 marca 2003
- Jens-Peter Bonde
- Ulla Sandbæk

Wybrany z listy Konserwatywnej Partii Ludowej (EPP-ED)
- Christian Rovsing

Wybrany z listy Duńskiej Partii Ludowej (UEN)
- Mogens Camre

Wybrana z listy Socjalistycznej Partii Ludowej (EUL/NGL)
- Pernille Frahm

Wybrany z listy Ruchu Ludowego przeciw UE (EUL/NGL)
- Ole Krarup

Wybrana z listy Det Radikale Venstre (ELDR)
- Lone Dybkjær

Byli posłowie VI kadencji do PE
- Bertel Haarder (Venstre), do 26 listopada 2001
- Jens Okking (Ruch Czerwcowy), do 28 lutego 2003